# Margarethe Lachmund
Margarethe Lachmund, née le 17 septembre 1896 à Woldegk et morte le 14 octobre 1985 à Cologne est une résistante allemande contre le nazisme et militante pour la paix, appartenant à la Société religieuse des amis (quakers) au sein de laquelle elle occupe diverses fonctions à parti de son adhésion en 1925 et ce jusqu'en 1970.

## Biographie

### Jeunesse
Margarethe Marie Pauline Grobbecker est née le 17 septembre 1896 à Woldegk dans une famille luthérienne. Elle grandit à Wanzka où son père est pasteur. Elle fréquente l'école de formation des enseignants de Schwerin puis travaille comme enseignante privée à Wedendorf.
De 1918 à 1920, elle est membre du très conservateur Parti populaire national allemand.
Margarethe Grobbecker épouse en 1921 l'avocat Hans Lachmund (de) (1892-1972). Ils ont un fils, Peter né en 1923.
En 1927, déçue par le positionnement du parti populaire national lors du putsch de Kapp en 1920 et de la campagne antisémite contre le ministre Walther Rathenau, elle rejoint le Parti social-démocrate (SPD).

### Société religieuse des amis
Sa rencontre la Société religieuse des Amis (ou quakers) à un Congrès pour la paix à Londres en 1924 est déterminante, aussi bien pour sa pratique du christianisme que pour son engagement pacifiste,. Elle travaille d'abord pour la section allemande fondée en 1925 puis rejoint officiellement l'organisation en 1933.
Margarethe Lachmund s'interroge sur sa position de chrétienne face au nazisme. Elle rejette l'idée d'émigrer à l'étranger afin, notamment de ne pas priver l'Allemagne de toute résistance intérieure. La croyance et l'éthique Quaker, qui prônent la protection inconditionnelle de chaque vie humaine sont à la source de son engagement dans la résistance contre le national-socialisme à partir de 1933.

### Résistance
Elle rejoint, dès 1934, le groupe de résistance Robinsohn-Strassmann (de), formé par les libéraux démocrates Ernst Strassmann et Hans Robinsohn (de),. Après l'arrêt de ce groupe, Hans et Margarethe Lachmund entrent en contact avec le groupe communiste d'Anton Saefkow,.
En 1934/35, elle travaille comme "mère de maison" dans une maison de convalescence quaker de Bad Pyrmont accueillant des ersonnes persécutées . Là, elle se lie d'amitié avec la résistante communiste Greta Kuckhoff,. Après l'arrestation de Greta et Adam Kuckhoff, en septembre 1942, Margarethe Lachmund s'occupe des parents de Greta Kuckhoff et de leur fils âgé de quatre ans.
En 1933, Hans Lachmund perd son poste de juge parce qu'il refuse d'adhérer au parti. Il est alors affecté à Anklam, puis à Greifswald,.
Même durant le régime Nazi, Margarethe Lachmund maintient ses relations avec le mouvement quaker à l'étranger et voyage pour participer à des congrès à Paris, Londres et aux États-Unis. Elle en profite pour établir des liens et examiner des options d'émigration pour les juifs.
Après le pogrom du 9 novembre 1938, Margarethe Lachmund travaille comme représentante du Bureau Grüber (de), organisation d'aide de l'Eglise confessante, pour la Poméranie, en contact étroit avec le Bureau international quaker de Berlin et, à partir de juillet 1939, l'Association des juifs du Reich en Allemagne (en). Il s'agit principalement d'aider les « chrétiens non aryens » et les juifs non confessionnels à émigrer,.
En février 1940 a lieu la première déportation de juifs d'Allemagne vers l'est. Plusieurs centaines de juifs de Poméranie sont envoyés dans le district de Lublin. Dès qu'elle a connaissance de l'opération, Margarethe Lachmund organise un réseau d'aide pour leur faire parvenir lettres, paquets et argent.
Certaines des lettres de Margarethe Lachmund sont publiées dans Lebenszeichen aus Piaski et environ 500 sont conservées au centre d'archives de Schwerin,,,.
Pendant cette période, Margarethe Lachmund est régulièrement surveillée, espionnée, dénoncée et subit des perquisitions domiciliaires.

### Après la Seconde Guerre mondiale
A la fin de la guerre, en 1945, les Lachmund se trouvent à Greifswald dans la zone d'occupation soviétique. Malgré son passé de résistant, Hans Lachmud est accusé d'avoir eu des liens avec la Gestapo, arrêté par les services secrets soviétiques durant l'été 1945, déporté au camp spécial de Fünfeichen (de) et condamné à 25 ans de prison lors des arbitraires procès de Waldheim, sans avocat ni témoins, en 1950. Il est gracié en 1954 grâce à un recours en clémence de Margarethe Lachmund, après avoir passé dix ans en prison,.
De 1945 à fin 1947, Margarethe Lachmund est nommée commissaire spéciale dans le Mecklembourg, région traversée par des flots de réfugiés. A ce titre, elle est amenée à reconstruire les services sociaux et à négocier avec les responsables russes pour obtenir du matériel.
En octobre 1946, elle devint présidente de district de la Solidarité populaire à Greifswald et présidente de la Ligue démocratique des femmes d'Allemagne jusqu'à la fin de 1947. Elle rejoint le Parti social-démocrate et, après sa fusion forcée avec le Parti communiste, devient membre du Parti socialiste unifié (SED) nouvellement créé, jusqu'à sa démission en 1948.
Fin 1947, Margarethe Lachmund s'installe à Berlin-Ouest, où elle dirige, de 1948 à 1954, le bureau Quaker à Berlin-Est. Après la construction du mur de Berlin, comme elle est autorisée à circuler de Berlin-Est à Berlin-ouest, elle est souvent amenée à passer des courriers pour les familles séparées. De 1954 à 1962, elle est secrétaire du Comité quaker pour la paix,.

### Le mouvement pacifiste
Durant les années du réarmement de l'Allemagne, elle milite pour une politique allemande de détente et de paix et de réconciliation germano-polonaise et pour l'inclusion du droit à l'objection de conscience dans la loi fondamentale allemande. En 1961, elle organise un voyage en Pologne pour les quakers ouest-allemands dont le succès médiatique conduit l'organisation Action réconciliation (en) à étendre son travail de paix à la Pologne.
En tant que membre de la Société allemande pour la paix, elle fait campagne contre le stationnement et l'élimination des armes nucléaires par le gouvernement fédéral. Margarethe Lachmund soutient le travail de la Conférence chrétienne pour la paix (CFK), à laquelle elle participe en 1961 à Prague.
En 1974, après la mort de son mari, elle accepte de s'installer à Cologne où leur fils Peter Lachmund dirige la Rheinische Musikschule.
Margarethe Lachmund décède le 14 octobre 1985 à Cologne. Comme celle de son mari, son urne est enterrée dans l'ancien cimetière Quaker de Bad Pyrmont.

## Hommages
- En 1973, Margarethe Lachmund se rend aux Etats-Unis pour recevoir un diplôme honorifique de docteur en droit à Haverford College[6].
- En 1976, à l'occasion de ses 80 ans, la branche allemande des Quakers publie sa biographie, Margarethe Lachmund zum 80. Geburtstag. Ein Lebensbild, zusammengestellt aus ihren eigenen Buchbeiträgen, Briefen und Vorträgen zwischen 1935 und 1973
- En 2000, son nom est donné à une rue de la ville hanséatique de Greifswald.
- Une plaque commémorative est apposée sur sa maison d'Anklam, Baustrasse 43, en 2015[1]

## Postérité
Les archives de Hans et Margarethe Lachmund se trouvent aux Archives principales d'État de Schwerin (de).

## Publications
Une liste extensive des œuvres de Margarethe Lahmund est disponible sur la page qui lui est consacrée sur le site Biographisch-bibliographisches Kirchenlexikon.
- (de) Die Stellung der Christen in den Spannungen zwischen Ost und West, Vienne, Sensen-Verlag, vers 1955
- (de) Der innere Friede und die notwendige Unruhe, Friedrich, 1958
- (de) avec Ernst Adolf Otto Peetz, Allen Bruder sein ...: Corder Catchpool, (1883 - 1952), ein englischer Freund in deutscher Not. Ein Lebensbild, zusammengestellt nach englischen Vorlagen und ergänzt von E. A. Otto Peetz in Mitarbeit von Margarethe Lachmund, Bad Pyrmont, Religiöse Gesellschaft der Freunde in Deutschland, 1963
- (en) With Thine Adversary in the Way: A Quaker Witness for Reconciliation, Pendle Hill Pamphlet, 1979 p.
- (en) « Christians in a divided world: The attitude of Christians in the tensions between East and West », PRISM: Political & Rights Issues & Social Movements, no 362,‎ 1961 (lire en ligne)